# Uvedba upravnega postopka
Upravni postopek pred pristojnim organom se lahko začne na zahtevo stranke ali po uradni dolžnosti. Uvedbo upravnega postopka opredeljuje XI. poglavje Zakona o splošnem upravnem postopku in sicer členi od 125 do 129.

## Uvedba postopka na zahtevo stranke
Postopek na zahtevo stranke se začne, kadar zakon daje stranki pravico ali le zahtevek izhaja iz naravne stvari. Vlogo se lahko zavrže, kadar niso predložene procesne predpostavke za začetek postopka,. Po 129. Členu ZUP so te predpostavke:
1.   	Zadeva ni upravna oziroma ni mogoče o njej odločati v upravnem postopku;
2.   	Če oseba, ki vlaga vlogo, ne uveljavlja kakšne svoje pravice ali pravne koristi oziroma, če po zakonu ne more biti stranka v tem postopku;
3.   	Če vloga ni bila vložena v predpisanem roku;
4.   	Če o tej zadevi že teče upravni ali sodni postopek ali če je o zadevi že bilo pravnomočno odločeno z odločbo, s katero je stranka pridobila pravico ali ji je bila naložena obveznost. Zahtevek se zavrže tudi, če je bila izdana zavrnilna odločba in se dejansko stanje ali pravni predpis, na katerega se zahtevek opira, po zavrnitvi zahtevka ni spremeni.
Takšno vlogo organ zavrže s sklepom, zoper katerega je dovoljena pritožba. Organ vlogo lahko zavrže kadarkoli med postopkom do izdaje odločbe, če ugotovi katerega od navedenih razlogov (Štriker,2011, str. 72).

## Uvedba postopka po uradni dolžnosti
Po uradni dolžnosti organ začne postopek, če zakon ali na zakon oprt predpis tako določa ali če to terja varstvo javnega interesa ali javne koristi[1], določene z zakonom. Postopek je začet v trenutku, ko organ opravi kakršnokoli dejanje v ta namen (Jerovšek, 2007, str. 97, 98).
Pri uvedbi postopka po uradni dolžnosti prijava stranke ali druge osebe ni potrebna, lahko pa na organ vpliva posredno, da organ po uradni dolžnosti prične s postopkom, vendar  pa organ ni dolžan zaradi prijave stranke ali druge osebe začeti postopka.
Način uvedbe postopka, je po 212. členu Zakona o splošnem upravnem postopku, obvezna sestavina uvoda odločbe, prav tako pa tudi drugih izdanih aktov. Tako mora organ ob izdaji odločbe v uvod zapisati ali je upravni akt izdan po uradni dolžnosti ali na zahtevo stranke. V slednjem primeru, se v uvod odločbe zapiše ime osebe ali zakonitega pooblaščenca (v kolikor obstaja), na zahtevo katerega se upravni akt izdaja.
Javna korist je splošna družbena korist, ki je nad koristjo posameznika, ker jo zasleduje širša skupnost.

## Primeri iz upravne svetovalnice
1. Ravnanje organa s pobudo za začetek postopka po uradni dolžnosti Arhivirano 2014-03-05 na Wayback Machine.

## Primeri iz sodne prakse
Primer sodne prakse po uradni dolžnosti
1.http://www.sodisce.si/znanje/sodna_praksa/vrhovno_sodisce_rs/2010040815256516/
2.http://www.sodisce.si/znanje/sodna_praksa/vrhovno_sodisce_rs/2010040815245646/
Primeri sodne prakse pri uvedbi upravnega postopka  na zahtevo stranke
1. http://www.sodisce.si/znanje/sodna_praksa/upravno_sodisce_rs/59333/
2. http://www.sodisce.si/znanje/sodna_praksa/upravno_sodisce_rs/59878/
3. http://www.sodisce.si/znanje/sodna_praksa/vrhovno_sodisce_rs/11406/